# West Chicago (Illinois)
West Chicago je grad u američkoj saveznoj državi Ilinois. Prema popisu stanovništva iz 2010. u njemu je živjelo 27.086 stanovnika.